# Fucosylation

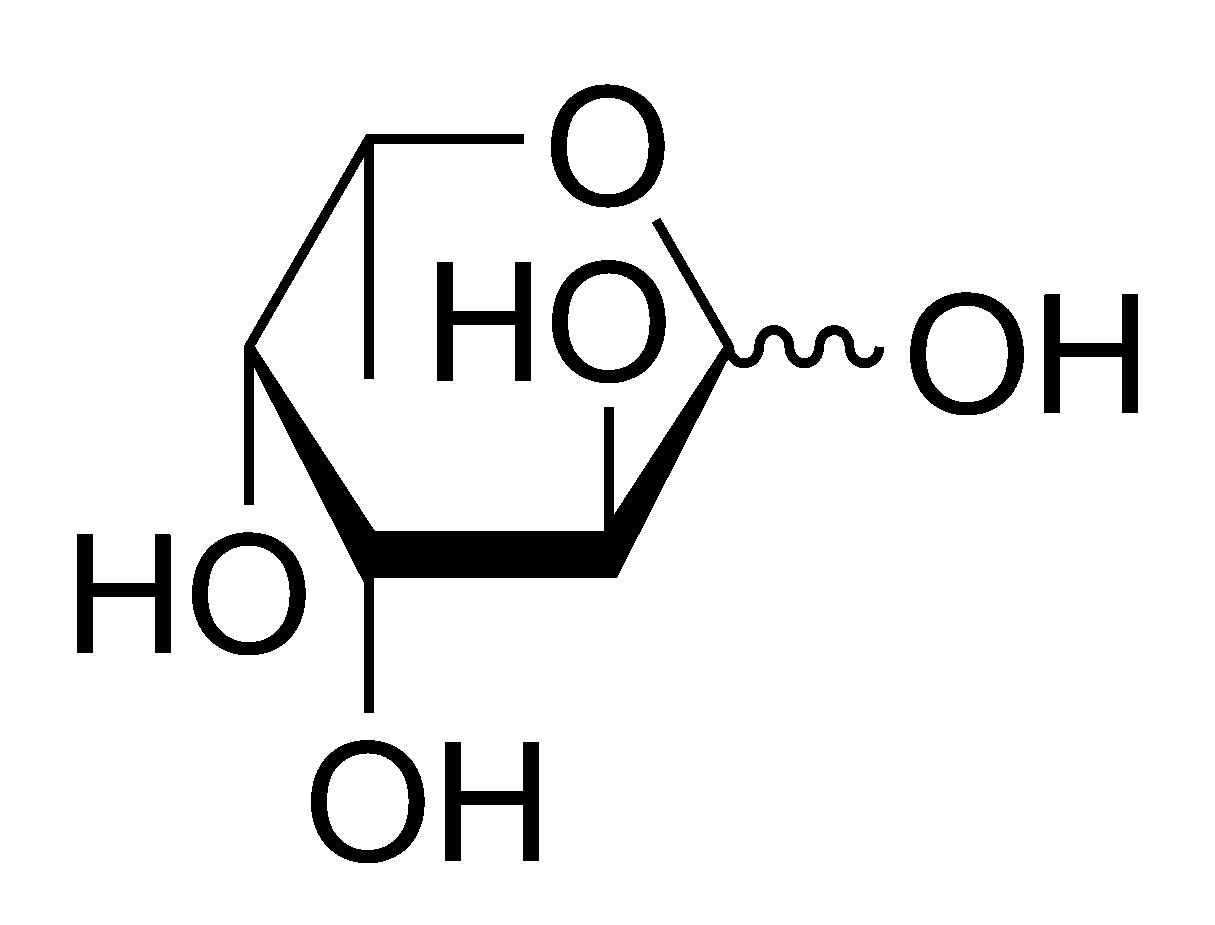
Molécule de fucose.

La fucosylation est un processus d'ajout d'une molécule du sucre fucose à une autre molécule. C'est un type de glycosylation qui est réalisée par des enzymes nommées fucosyltransférases.
Ce phénomène est cliniquement important, et des niveaux élevés de fucosylation ont été rapportés dans des cas de cancers,. Dans le cancer et l'inflammation, il y a des changements significatifs dans l'expression des molécules fucosylées. Par conséquent, des anticorps et des lectines capables de reconnaître les oligosaccharides fucosylés associés au cancer ont été utilisés comme marqueurs tumoraux en oncologie.

La fucosylation a été observée chez les vertébrés, les invertébrés, les plantes, les bactéries et les champignons. Elle est connue pour faciliter diverses fonctions, notamment l'adhésion cellulaire et la régulation immunitaire. Des applications d'inhibition de la fucosylation sont explorées pour une gamme d'applications cliniques, y compris certaines associées à la drépanocytose, à la polyarthrite rhumatoïde, à l'inhibition des tumeurs et aux améliorations de la chimiothérapie. La fucosylation peut contribuer à la réponse immunitaire lorsqu'un agent pathogène étranger est introduit dans le corps. Une fucosylation rapide peut se produire dans la muqueuse épithéliale de l'intestin grêle comme mécanisme de protection pour soutenir les bactéries symbiotiques du microbiote intestinal. Cela peut également réguler les gènes bactériens responsables de la détection du quorum ou de la virulence, entraînant ainsi une tolérance accrue à l'infection.